# Mthi Mthimkulu
Mthi Mthimkulu (* 30. April 2003) ist ein südafrikanischer Sprinter, der sich auf den 400-Meter-Lauf spezialisiert hat. 2024 wurde er in Douala Afrikameister in der Mixed-Staffel über 4-mal 400 Meter.

## Sportliche Laufbahn
Erste Erfahrungen bei internationalen Meisterschaften sammelte Mthi Mthimkulu im Jahr 2022, als er bei den U20-Weltmeisterschaften in Cali mit der kolumbianischen Mixed-Staffel über 4-mal 400 Meter mit 3:27,48 min den Finaleinzug verpasste. Bei den World Athletics Relays 2024 in Nassau wurde er in 3:15,96 min Dritter im A-Lauf in der 2. Qualifikationsrunde der Mixed-Staffel für die Olympischen Spiele in Paris und verpasste damit knapp einen direkten Startplatz. Anschließend schied er bei den Afrikameisterschaften in Douala mit 46,73 s im Halbfinale über 400 Meter aus und siegte mit der Mixed-Staffel in 3:13,12 min gemeinsam mit Gardeo Isaacs, Shirley Nekhubui und Miranda Coetzee. Bei den World Athletics Relays 2025 in Guangzhou kam er in der Männerstaffel sowie in der Mixed-Staffel zum Einsatz. Im Juli gewann er dann bei den World University Games in Bochum in 3:16,42 min die Silbermedaille in der Mixed-Staffel hinter dem polnischen Team und in der 4-mal-100-Meter-Staffel gewann er in 38,80 s die Silbermedaille hinter dem Team aus Südkorea.

## Persönliche Bestzeiten
- 200 Meter: 20,58 s (−0,4 m/s), 2. Juli 2025 in Novo Mesto
- 400 Meter: 45,42 s, 2. Mai 2025 in Pretoria